# Slowenische Badmintonmeisterschaft 2015
Die Slowenische Badmintonmeisterschaft 2015 fand vom 31. Januar bis zum 1. Februar 2015 in Kungota statt.

## Medaillengewinner
| Disziplin    | Gold                     | Silber                    | Bronze                           |
| ------------ | ------------------------ | ------------------------- | -------------------------------- |
| Herreneinzel | Iztok Utroša             | Alen Roj                  | Martin Cerkovnik                 |
| Herreneinzel | Iztok Utroša             | Alen Roj                  | Matevž Bajuk                     |
| Dameneinzel  | Kaja Stanković           | Maja Tvrdy                | Tina Kodrič                      |
| Dameneinzel  | Kaja Stanković           | Maja Tvrdy                | Ana Marija Šetina                |
| Herrendoppel | Luka Petrič Alen Roj     | Miha Horvat Iztok Utroša  | Matevž Bajuk Mitja Šemrov        |
| Herrendoppel | Luka Petrič Alen Roj     | Miha Horvat Iztok Utroša  | Aljoša Turk Urban Turk           |
| Damendoppel  | Nika Arih Kaja Stanković | Nika Končut Sabina Magyar | Katarina Beton Ana Marija Šetina |
| Damendoppel  | Nika Arih Kaja Stanković | Nika Končut Sabina Magyar | Tina Kodrič Urška Polc           |
| Mixed        | Luka Petrič Tina Kodrič  | Urban Herman Nika Arih    | Miha Ivanič Lia Šalehar          |
| Mixed        | Luka Petrič Tina Kodrič  | Urban Herman Nika Arih    | Urban Turk Katarina Beton        |